# Брзина проласка хране кроз преджелуце преживара
Брзина проласка хране кроз преджелуце преживара кроз бураг и мрежавац износи 61 час, кроз листавац 7,9 часова и кроз сиришите 2,8 часова. 
Као маркери се могу користити обојени овас или сено, приликом чега се прати време потребно да ови маркери ишчезну из бурага. Затим се повремено узимају узорци из бурага и у њима одређује проценат маркера. Количина обојеног овса се након два дана смањи на 50% у садржају бурага, али се одређени проценат може наћи и после седам дана.
Код експеримената са обојеним сеном мери се време од момента давања сена до његове појаве у фецесу, што представља брзину проласка хране кроз листавац, сириште и црева. Време протекло од прве појаве маркираног сена до комплетног елиминисања, указује на време проласка хране кроз бураг и мрежавац. Индикатори се у фецесу проналазе 12 до 24 часа после храњења. Спорији темпо елиминисања је у првих 10% оброка, а потом следи брза елиминација отприлике 80% остатка хране, за 70 до 90 часова (око 3 до 4 дана) од уношења хране. Комплетно избацивање маркираног сена се завршава 7. до 10. дана после храњења.
На брзину кретања хране знатно утиче и запремина оброка. По правилу, са повећањем количине унете хране повећава се и брзина кретања хранљиве масе. Исто тако, ситњењем хране убрзава се кретање хранљиве масе. Код оброка који садржи нормалну количину млевеног сена мале честице се издвајају брже него крупније. Критичан размер честица износи око 2 mm. 